# Илмтал
Илмтал (њем. Ilmtal) општина је у њемачкој савезној држави Тирингија. Једно је од 44 општинска средишта округа Илм. Према процјени из 2010. у општини је живјело 3.964 становника. Посједује регионалну шифру (AGS) 16070056.

## Географски и демографски подаци
Илмтал се налази у савезној држави Тирингија у округу Илм. Општина се налази на надморској висини од 370 метара. Површина општине износи 102,7 km². У самом мјесту је, према процјени из 2010. године, живјело 3.964 становника. Просјечна густина становништва износи 39 становника/km².